# Рутенийтригольмий
Рутенийтригольмий — бинарное неорганическое соединение
гольмия и рутения
с формулой Ho3Ru,
кристаллы.

## Получение
- Сплавление стехиометрических количеств чистых веществ:

{\displaystyle {\mathsf {3Ho+Ru\ {\xrightarrow {1250^{o}C}}\ Ho_{3}Ru}}}

## Физические свойства
Рутенийтригольмий образует кристаллы
тетрагональной сингонии, пространственная группа P nma, параметры ячейки a = 0,7277 нм, b = 0,9106 нм, c = 0,6235 нм, Z = 4,
структура типа карбида трижелеза Fe3C
.
Соединение образуется по перитектической реакции при температуре ≈1250°C .